# Graham Duxbury
Graham Duxbury (ur. 1 grudnia 1955 roku w Johannesburgu) – południowoafrykański biznesmen, kierowca wyścigowy i komentator sportowy. Prezes Duxbury Networking.

## Kariera wyścigowa
Duxbury rozpoczął karierę w wyścigach samochodowych w 1981 roku od startów w Południowoafrykańskiej Formule Atlantic, gdzie dziewięciokrotnie stawał na podium, w tym trzykrotnie na jego najwyższym stopniu. Z dorobkiem 109 punktów uplasował się tam na trzeciej pozycji w klasyfikacji generalnej. Rok później w tej samej serii był już mistrzem. W późniejszych latach Południowoafrykańczyk pojawiał się także w stawce FIA World Endurance Championship, IMSA Camel GT Championship, Południowoafrykańskiej Formuły 2, IMSA Camel Lights oraz World Sports-Prototype Championship, 24-godzinnego wyścigu Le Mans oraz 24-godzinnego wyścigu Daytona.